# ヴァルカンヴィル
ヴァルカンヴィル （Valcanville）は、フランス、ノルマンディー地域圏、マンシュ県のコミューン。

## 地理
沿岸河川のセール川がコミューンを流れる。

## 歴史
1125年、ノルマンディー公アンリ1世（イングランド王ヘンリー碩学王）が、テンプル騎士団に対してヴァルカンヴィルを封土として与えた。
1313年、ヴィエンヌ公会議において、ヴァルカンヴィルのコマンドリーは聖ヨハネ騎士団に与えられ、以後400年以上騎士団が領有した。

## 人口統計
| 1962年 | 1968年 | 1975年 | 1982年 | 1990年 | 1999年 | 2007年 | 2012年 |
| ------ | ------ | ------ | ------ | ------ | ------ | ------ | ------ |
| 465    | 450    | 421    | 402    | 421    | 387    | 362    | 369    |

source=1999年までLdh/EHESS/Cassini、2004年以降INSEE

## 史跡

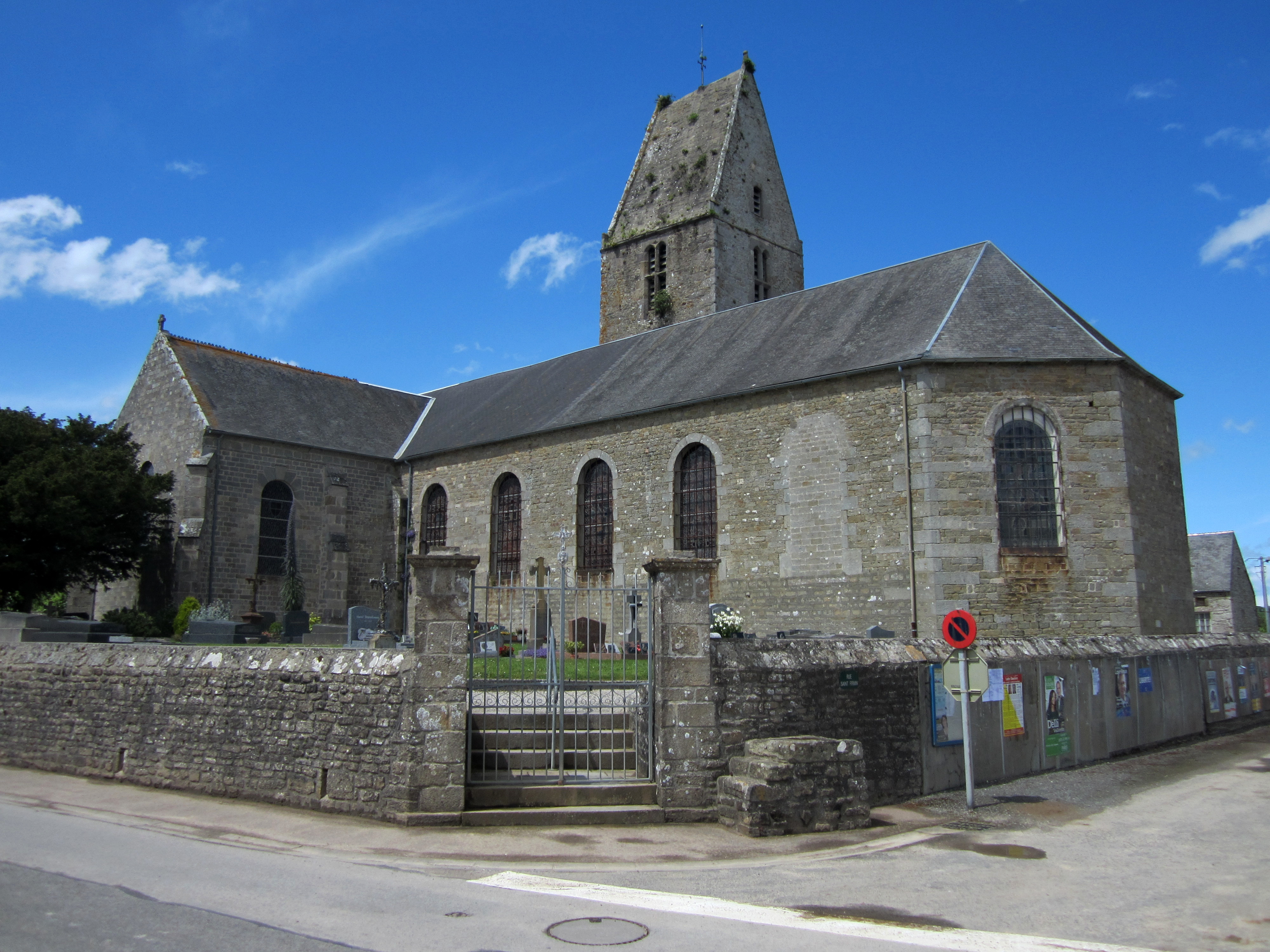
ノートルダム教会
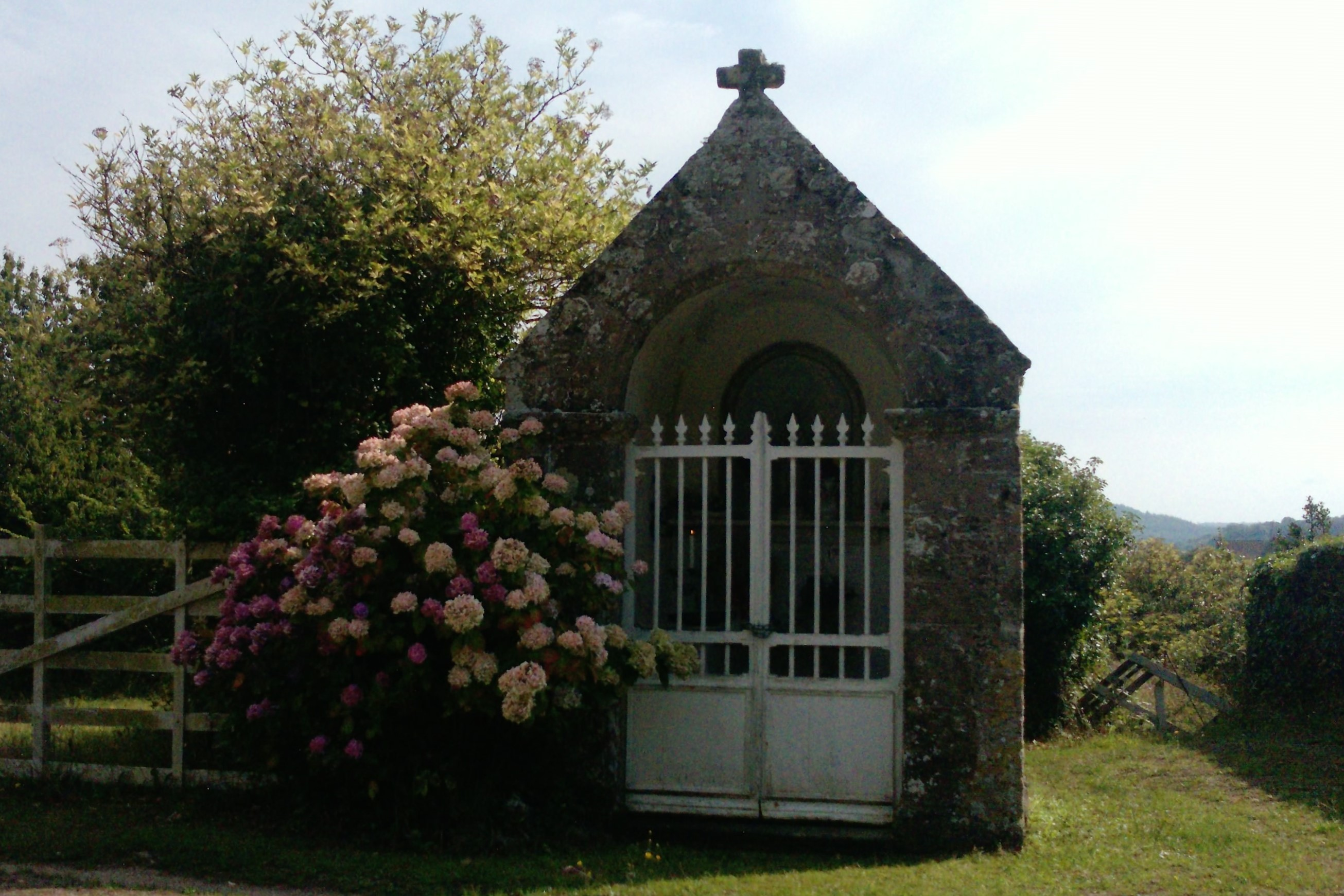
納骨堂
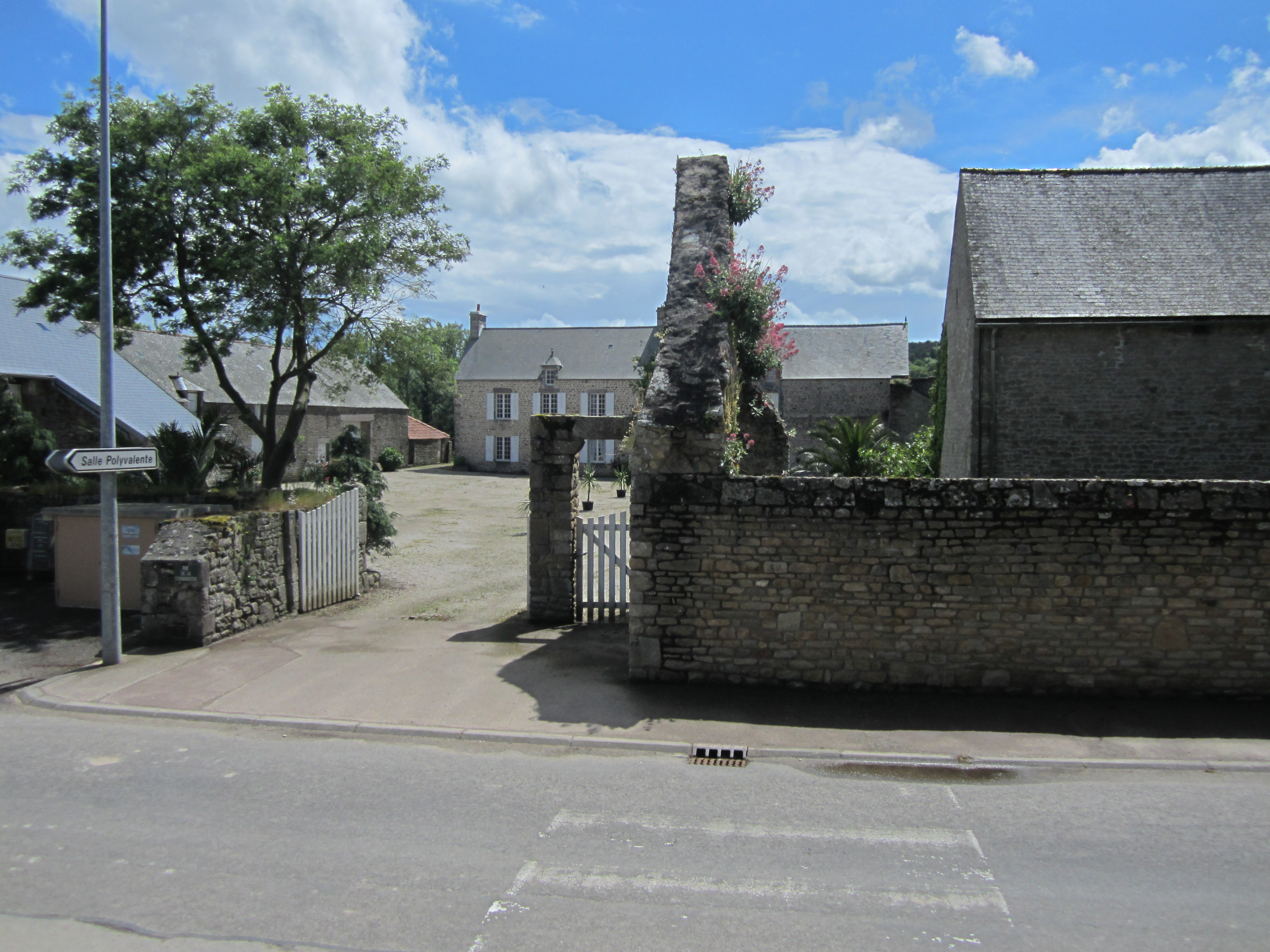
コマンドリー